# Siegfried (prénom)
Pour les articles homonymes, voir Siegfried.

Image du Dr. Siegfrid

Siegfried est un prénom masculin germanique. 

## Étymologie
Son étymologie est germanique : de Sieg, « victoire » et de Friede, « paix ». 
Siegfried pourrait donc signifier « Celui qui apporte la paix par la victoire ».

## Prénoms dérivés
Il existe plusieurs variantes de ce prénom, parfois utilisées uniquement en tant que nom de famille : Sieffert, Siffert, Siegfriedt, Siegfrid et Sigfrid.

## Histoire
Il fut le nom d'un Saint prieur anglais du VIIe siècle. Il est fêté le 22 août. Il y eut plusieurs saints et bienheureux qui furent des Siegfried, et le Moyen Âge fut friand de ce prénom. On le retrouve également dans la Chanson des Nibelungen, où il occit le dragon et délivre Brunehilde du sommeil. Ce prénom a connu succès en tant que nom de l'un des grands héros des opéras wagnériens. Par ailleurs, le Romantisme l’a remis à la mode.

## Occurrence
En France, depuis 1900, 1061 enfants ont été prénommés Siegfried dont 821 depuis 1950. Le maximum a été atteint en 1976 avec 41 naissances. 
Ce prénom est assez courant en Allemagne.
- Pour l'ensemble des articles sur les personnes portant ce prénom, consulter :
  - la liste des articles dont le titre commence par ce prénom
  - les listes produites par Wikidata : Liste des personnes de prénom « Siegfried » — même liste en incluant les éventuels prénoms composés qui contiennent « Siegfried ».